# Гайлис, Марис
Ма́рис Га́йлис (латыш. Māris Gailis; род. 9 июля 1951, Рига, Латвийская ССР, СССР) — латвийский бизнесмен и бывший политик. Премьер-министр Латвии в 1994—1995 годах, министр защиты среды и регионального развития в 1995—1996 годах, депутат Пятого и Шестого Сейма от «Латвийского пути».

## Образование
С 1958 по 1969 год учился в Рижской 1-й средней школе, затем поступил в Рижский политехнический институт, где с 1969 по 1971 годы обучался на факультете электроэнергетики. С 1971 по 1973 годы проходил срочную службу в Советской армии, в танковой части в Белоруссии. Вернувшись к учёбе, перевёлся на факультет инженерной механики, который окончил в 1978 году.

## Опыт работы
Начал работать в 1973 году на должности старшего инженера оборудования Рижской мебельной фабрики «Тейка», которая находилась в подчинении у Министерства деревообрабатывающей промышленности Латвийской ССР. Здесь проработал до 1979 года. С 1979 по 1983 год — главный энергетик Министерства деревообрабатывающей промышленности Латвийской ССР. С 1983 по 1985 годы — главный технический инспектор труда Центрального комитета профсоюза работников лесной, бумажной и деревообрабатывающей промышленности. С 1985 по 1987 год руководит отделом видео Государственного кинематографического комитета Латвийской ССР. Совместно с Аугустом Сукутсом создаёт Рижский видеоцентр, директором которого работал с 1987 по 1990 год.

## Государственное управление
В 1990 году начинается карьера Мариса Гайлиса в государственном управлении — в два последующих года он является генеральным директором Департамента внешнеэкономических связей Совета министров Латвийской Республики. Через два года Марис Гайлис переходит в Министерство иностранных дел ЛР, где семь месяцев — до сентября 1992 года — работает заместителем тогдашнего министра иностранных дел Яниса Юрканса по экономическим вопросам. С 1992 по 1993 год Марис Гайлис является государственным секретарём Министерства иностранных дел ЛР.

## Политика
В декабре 1991 года подписал декларацию созданного представителями политической, деловой и творческой элиты «Клуба-21», который в конце 1992 года стал основой самой влиятельной праволиберальной политической партии того времени Latvijas Ceļš.
В 1993 году Марис Гайлис избран депутатом 5-го Сейма от списка этой партии. Под руководством своего однопартийца, премьера Валдиса Биркавса Марис Гайлис становится министром государственных реформ и товарищем премьер-министра. В августе 1994 года кандидатура Мариса Гайлиса выдвинута на должность премьера, и 15 сентября Сейм утвердил составленное Марисом Гайлисом правительство.
На должности премьера Марис Гайлис работал до 21 декабря 1995 года. Был избран депутатом
в 6-й Сейм, где не отработал полный срок. С ноября 1994 года по декабрь 1995 года — министр обороны ЛР. В 1995 году в правительстве Андриса Шкеле Марис Гайлис становится товарищем премьер-министра и министром охраны окружающей среды и регионального развития. В 1996 году объявляет об уходе из политики, покидает должность министра, сдает депутатский мандат и начинает заниматься предпринимательской деятельностью.

## Предпринимательская деятельность
- Общество с ограниченной ответственностью SIA Māris Gailis, председатель правления.
- SIA Nilda, президент.
- Член надзорных советов акционерных обществ AS Latvijas kuģniecība, AS Līvānu stikls, VAS Latvijas Pasts.
- До 2003 года — член надзорного совета AS Latvijas Gāze, SIA Latrostrans.
- До 2004 года — председатель правления SIA Tax Free Shopping.
- Член совета AS Ventspils nafta.
- Член надзорного совета AS Latvijas kuģniecība.
- Председатель правления SIA Ziemeļzunds.
- Председатель правления SIA MG nekustamie īpašumi (развитие проектов недвижимости)[4]
- В 2011 году создал предприятие облачных технологий SIA VESet, в котором занимает должность члена правления.

## Общественные должности
- Был руководителем ряда официальных делегаций латвийского государства, председателем комитета по организации визита президента США Билла Клинтона.
- Член исполнительного комитета Латвийского олимпийского комитета (1996—2000).
- Президент Латвийского союза яхтсменов (1996—2006), в настоящий момент — почётный президент[5].
- Председатель правления общества Burinieks.
- Председатель правления общества Žaņa Lipkes memoriāls («Мемориал Жаниса Липке»).
- Председатель Совета pижского общества Рихардa Вагнерa.[6]

## Творческие проекты
- В 1976 году изготовил одну из первых в Латвии досок для серфинга, на которой участвовал в первой регате виндсерфинга на Кишэзерсе.[7]
- В 1985 году оборудовал павильон культуры Латвийской ССР на Всемирном фестивале молодежи и студентов в Москве.
- Директор распорядительного комитета международного кинофорума Arsenāls (1986—2011). Вместе с Августом Сукутсом (Augusts Sukuts) учредил международный кинофестиваль Arsenāls, впервые проведённый в 1988 году.[8]
- 9 июля 2001 года, в день своего 50-летия, отправился на яхте «Milda» (двухмачтовой шхуне длиной 21 м и водоизмещением 50 тонн) в кругосветное путешествие, которое продлилось два года. 22 апреля 2003 года, преодолев около 40 000 морских миль и посетив более 30 стран, «Milda» прибыла в Вентспилсский порт.[9]
- В 2005 году создал негосударственную организацию Žaņa Lipkes memoriāls[10]. В 2008 году на Кипсале (Мазайс Баласта дамбис, 8) был заложен первый камень мемориала (архитектор Зайга Гайле), строительство которого завершилось в 2012 году[11].

Марис Гайлис и его жена Зайга Гайле совместно были удостоены приза Рижской думы «Рижанин года 2013».

## Книги
- Зайга Гайле и Марис Гайлис. «Мебель для молодежи». Рига: Авотс, 1987, 143 с. (Zaiga un Māris Gaiļi «Mēbeles jauniem cilvēkiem». Rīga: Avots, 1987, 143 lpp.) Книга также вышла на русском языке — в 1990 году в издательстве «Молодая гвардия» (Москва), 172 с.
- «Технологии власти». Рига: Jumava, 1997, 314 с. («Varas tehnoloģijas». Rīga: apgāds «Jumava», 1997, 314 lpp.) Книга также вышла на русском языке под названием «Шесть лет во власти» («Юмава», 1997, 334 с.).
- «„Milda“ вокруг света». Рига: Valters un Rapa, 2004, 223 с. («„Milda“ apkārt pasaulei». Rīga: Valters un Rapa, 2004, 223 lpp.)

## Семья
- Жена Зайга Гайле, архитектор
- Дети: Ивета Лейнасаре, Агнесе Ирбе-Гайле, Гатис Гайлис, Мартиньш Гайлис
- 11 внуков

## Награды
- Медаль Балтийской ассамблеи (2011)[12]